# Iwakura Tomomi
Iwakura Tomomi est un nom japonais traditionnel ; le nom de famille (ou le nom d'école), Iwakura, précède donc le prénom (ou le nom d'artiste).
Tomomi Iwakura ou, selon l'usage japonais, Iwakura Tomomi (岩倉具視) (1825-1883) ou encore Horikawa Tomomi (堀川具視 ; son nom d'homme d'État) est un noble japonais,  acteur important de la restauration de Meiji, influençant l'opinion de la cour impériale. Ses actions ont des répercussions importantes dans le développement politique et économique qui transforma le Japon en pays moderne.

## Biographie
Né à Kyoto, deuxième fils du courtisan Horikawa Yasuchika (堀川康親), il est adopté en 1836 par le courtisan Iwakura Tomoyasu (岩倉具康). Puis, sa formation est dirigée par le kanpaku Takatsukasa Masamichi (鷹司政通) et il écrit son opinion sur les réformes d'État. En 1854, il est nommé chambellan de l'empereur Kōmei.
Comme beaucoup de courtisans de Kyoto, Iwakura s'oppose au plan shogunal qui prévoyait l'ouverture du Japon aux pays étrangers. Lorsque Hotta Masayoshi, un haut responsable shogunal, vint à Kyoto pour demander la permission de signer un traité entre le Japon et les États-Unis en 1858, Iwakura réunit un groupe de personnes influentes pour créer une opposition à ce projet. Après l'assassinat de Ii Naosuke en 1860, Iwakura organisa une alliance entre la cour et le shogunat : le Kobugattai. Le point central de cette alliance fut le mariage entre le shogun Iemochi Tokugawa et la princesse Kazunomiya (princesse Sadako), sœur de l'empereur Kōmei, ce qui permit une politique unifiée. Les samouraïs qui étaient opposés au shogunat et à sa politique d'ouverture virent en Iwakura un partisan shogunal et firent pression à la cour pour l'évincer. Iwakura dut quitter la cour et s'installa à Iwakura, au nord de Kyoto.
Iwakura ne resta pas inactif puisqu'il gardait le contact avec ses compagnons politiques de Satsuma. En 1866, à la mort du shogun Iemochi, il tenta d'influencer la cour pour qu'elle reprenne l'initiative politique. Il essaya de réunir les daimyos sous la bannière de la cour impériale mais échoua. Lorsque l'empereur mourut l'année d'après, certaines rumeurs avancèrent l'idée qu'Iwakura avait comploté et empoisonné ce dernier. Cependant, il échappa à l'arrestation.

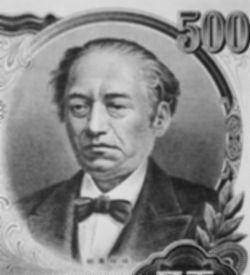
Ancien billet de 500 Yen avec portrait de Tomomi Iwakura

En 1867, il travailla surtout à faire revenir la cour en politique pour la proclamation de l'empereur Meiji. Ce fut le début de la restauration de Meiji. Il poussa Tokugawa Yoshinobu à déposer ses titres honorifiques, ses fonctions à la cour, et surtout à céder ses domaines. Cette action provoqua la guerre de Boshin car nombre de seigneurs et samouraïs servant le shogun désapprouvèrent cette décision et prirent les armes. Il devint ministre des Affaires étrangères en 1868.
En 1871, il devint ministre d'État et prit part à la mission Iwakura, mission diplomatique et scientifique qui allait provoquer plus tard des retombées décisives pour le Japon. Après son retour au pays en 1873, il devint conseiller privé de l'empereur et contribua à retarder la guerre avec la Corée en prônant une politique non agressive.
Il était représenté sur l'ancien billet de 500 yens.